# 马利亚里诺-比德莱克条约
《马利亚里诺-比德莱克条约》（英語：Mallarino-Bidlack Treaty）签署于1846年12月12日，缔约双方为新格兰纳达（今哥伦比亚）和美国。该条约的正式名称为《和平、友好、航海与贸易条约》，实质上是一个两国间的贸易互惠协定，但其结果是美国经济干涉当时属于新格兰纳达的巴拿马地峡的第一次法律行动。

## 历史
1830年，大哥伦比亚共和国解体后，巴拿马省在同一年、1830年、及以后几次试图独立，并于1840年至1841年建立了独立的国家。在这短暂的独立期间，巴拿马的外交大臣马里阿诺·阿罗瑟梅纳设想，最好由英国、美国和法国来保护巴拿马地峡的完整性和中立性。
当巴拿马地峡于1841年重新归属新格兰纳达时，新格兰纳达当局考虑到，向上述国家提出同一想法，是维持自己对地峡控制的保证。
带着这一意图，新格兰纳达的外交部长曼努埃尔·马里亚·马利亚里诺向美国使馆代办本杰明·比德莱克递交了一封政府密函。在函件中，新格兰纳达政府提醒美国注意英国控制“美洲贸易要塞”的野心。新格兰纳达要求美国保证其对巴拿马地峡的所有权和主权及地峡的中立性，作为交换，新格兰纳达给美国提供货运、邮政、旅客等通行地峡的方便。
就这样，两国于1846年12月12日签署了《和平、友好、航海与贸易条约》。但该条约对巴拿马并不有利，特别是在第35条中，美国许诺保证地峡的中立性及太平洋与大西洋之间的自由通行，以此开辟了对巴拿马干涉政策的蹊径。

## 条约概况
条约第35条的一些要点如下:
- 美利坚合众国的公民、船只与货物在新格兰纳达——包括巴拿马地峡——的所有港口进行航海与贸易时享受免付权、优惠权及豁免权；途经上述区域的美利坚合众国的旅客、邮件与商品也享受同等待遇。
- 新格兰纳达政府对美利坚合众国政府保证，美利坚合众国的公民、政府、工业产品及商品以现有或将有的任何交通工具通行巴拿马海峡的权利畅通无阻。
- 在任何陆路或运河，不向美利坚合众国的公民及其货物征收多于新格兰纳达公民及其货物的过路费。
- 美利坚合众国对新格兰纳达保证巴拿马地峡的完全中立性，以使条约有效期间，任何时刻两大洋之间的自由通行不被中断。
- 美利坚合众国也同样保证新格兰纳达的主权与所有权，及对上述区域的占有。

该条约正式开始了美国与巴拿马的经济关系、社会关系、政治关系，并延迟了巴拿马地峡从新格兰纳达分裂出来，阻止了十九世纪下半叶的解放运动。